# Tennistoernooi van Cincinnati 2015

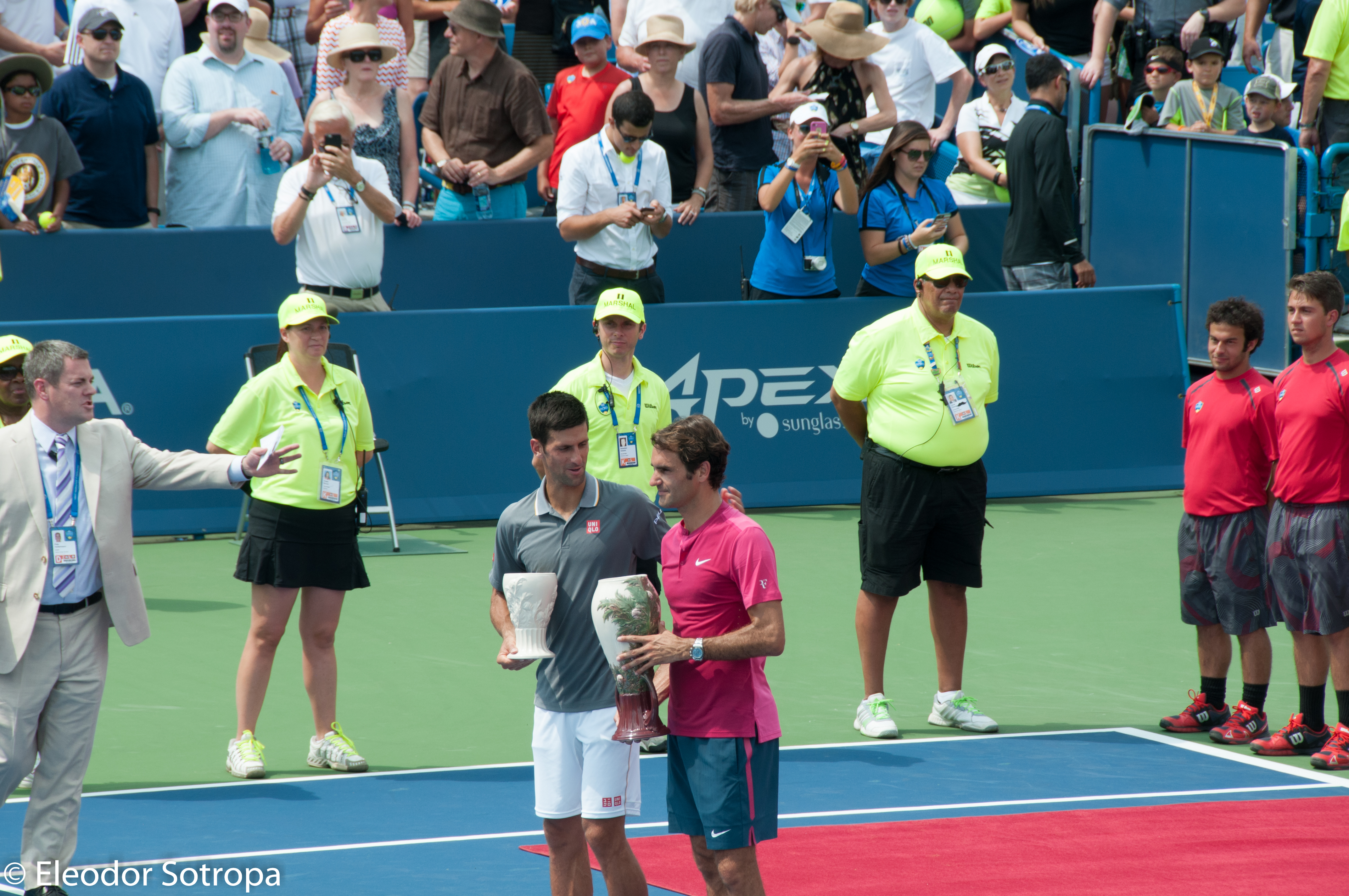
De finalisten bij de mannen: Novak Đoković (li) en Roger Federer (re, winst)

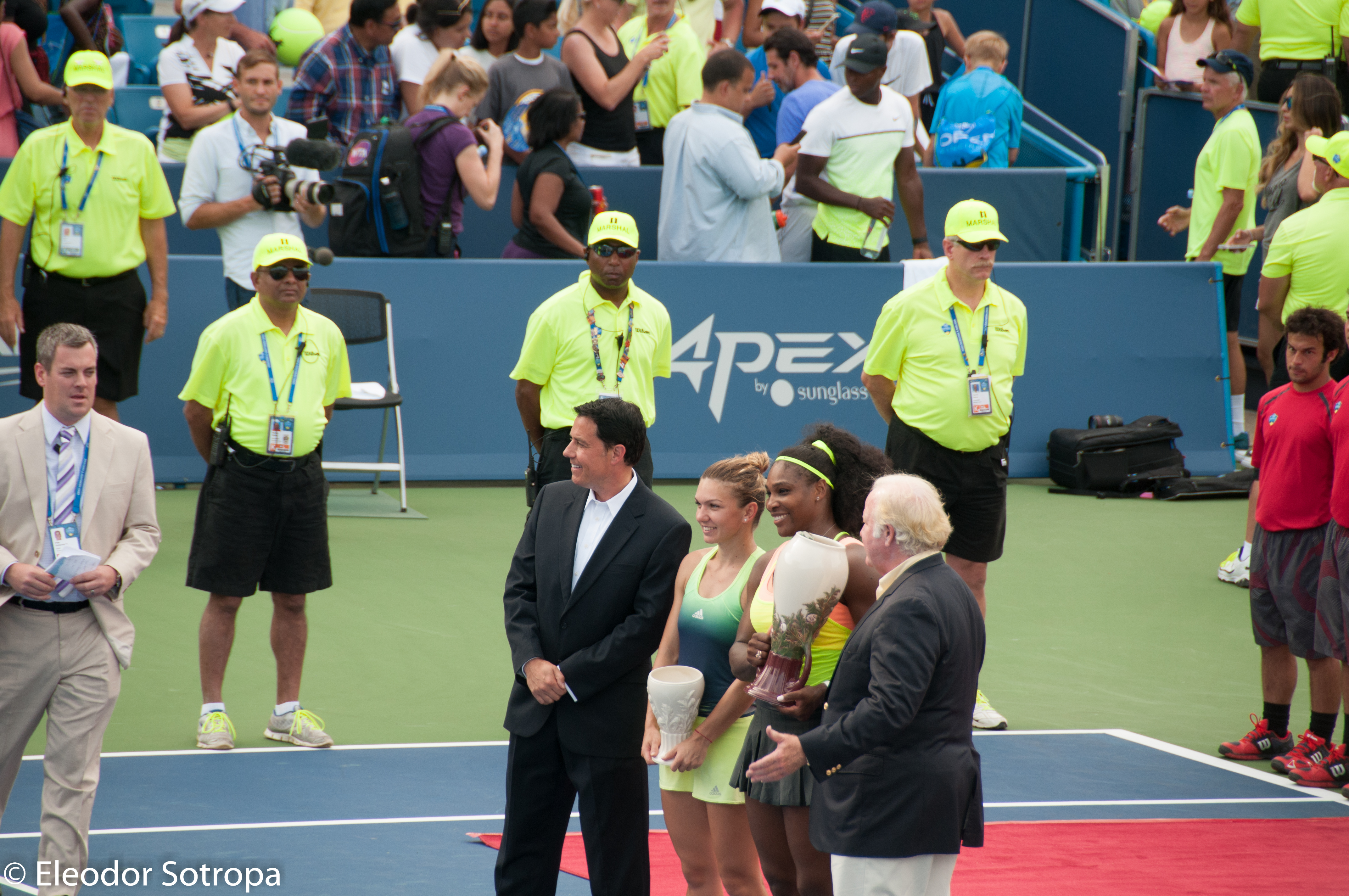
De finalisten bij de vrouwen: Simona Halep (li) en Serena Williams (re, winst)

Het tennistoernooi van Cincinnati van 2015 werd van 17 tot en met 23 augustus 2015 gespeeld op de hardcourt-buitenbanen van het Lindner Family Tennis Center in de Amerikaanse plaats Mason, ongeveer dertig kilometer benoorden Cincinnati. De officiële naam van het toernooi was Western & Southern Open.
Het toernooi bestond uit twee delen:
- WTA-toernooi van Cincinnati 2015, het toernooi voor de vrouwen
- ATP-toernooi van Cincinnati 2015, het toernooi voor de mannen

## Toernooikalender
|                   | augustus 2015 | augustus 2015 | augustus 2015 | augustus 2015 | augustus 2015 | augustus 2015 | augustus 2015 | augustus 2015 | augustus 2015 |
| ma 17             | di 18         | di 18         | wo 19         | wo 19         | do 20         | vr 21         | za 22         | zo 23         |               |
| ----------------- | ------------- | ------------- | ------------- | ------------- | ------------- | ------------- | ------------- | ------------- | ------------- |
| Vrouwenenkelspel  | 1e ronde      | 1e ronde      | 2e ronde      | 2e ronde      | 2e ronde      | 3e ronde      | kwartfinale   | halve finale  | finale        |
| Vrouwendubbelspel | 1e ronde      | 1e ronde      | 1e ronde      | 1e ronde      | 2e ronde      | 2e ronde      | kwartfinale   | halve finale  | finale        |
| Mannenenkelspel   | 1e ronde      | 1e ronde      | 1e ronde      | 2e ronde      | 2e ronde      | 3e ronde      | kwartfinale   | halve finale  | finale        |
| Mannendubbelspel  | 1e ronde      | 1e ronde      | 1e ronde      | 2e ronde      | 2e ronde      | 2e ronde      | kwartfinale   | halve finale  | finale        |

ATP-toernooi van Cincinnati‎ – WTA-toernooi van Cincinnati‎

2004 · 2005 · 2006 · 2007 · 2008 · 2009 · 2010 · 2011 · 2012 · 2013 · 2014 · 2015 · 2016 · 2017 · 2018 · 2019 · 2020 · 2021 · 2022 · 2023 · 2024